# Брацлавское наместничество
Брацлавское наместничество — административно-территориальное образование в Российской империи. Губернский город — Брацлав.
13 апреля 1793 года была учреждена Брацлавская губерния из Подольского и Брацлавского воеводств Речи Посполитой.
На основании царских указов от 22 мая 1795 года было создано Брацлавское наместничество, делившееся на 13 округов.
Вступив на престол, Павел I указом от 12 декабря 1796 года ликвидировал Брацлавское наместничество, а его земли вошли в состав Подольской (Брацлавский, Винницкий, Литинский, Бершадский, Гайсинский, Ямпольский, Могилевский, Тульчинский и Хме́льницкий уезды) и Киевской губерний (Махновский, Сквирский, Липовецкий и Пятигорский уезды).